# فرانسينا فيلنوف
فرانسينا فيلنوف هي فارسة كندية، ولدت في 22 يوليو 1964 في أوتاوا في كندا.